# Zalči
Zalči – wieś w Słowenii, w gminie Ilirska Bistrica. W 2018 roku liczyła 10 mieszkańców.